# Haibin Manzu Xiang
Haibin Manzu Xiang (kinesiska: 海滨满族乡, 海滨) är en socken i Kina. Den ligger i provinsen Liaoning, i den nordöstra delen av landet, omkring 280 kilometer sydväst om provinshuvudstaden Shenyang. Antalet invånare är 14466. Befolkningen består av 7 236 kvinnor och 7 230 män. Barn under 15 år utgör 16,0 %, vuxna 15-64 år 73 %, och äldre över 65 år 9,0 %.
Genomsnittlig årsnederbörd är 839 millimeter. Den regnigaste månaden är juli, med i genomsnitt 216 mm nederbörd, och den torraste är december, med 11 mm nederbörd.